# Bradysia spinea
Bradysia spinea är en tvåvingeart som beskrevs av Mohrig, Roeschmann och Björn Rulik 2004. Bradysia spinea ingår i släktet Bradysia och familjen sorgmyggor.
Artens utbredningsområde är Dominikanska republiken. Inga underarter finns listade i Catalogue of Life.